# FlatOut 3: Chaos & Destruction
FlatOut 3: Chaos & Destruction — перегонова відеогра, розроблена Team6 Game Studios і видана Strategy First, 13 грудня 2011 року лише для Microsoft Windows, через сервіс цифрової дистрибуції Steam. На відміну від більшості ігор серії FlatOut, вона не була розроблена Bugbear Entertainment. FlatOut 3 є перегоновою аркадою з різними режимами, які містять як перегонові змагання, так і безліч міні-ігор. Основний акцент, як і в попередніх частинах серії FlatOut, концентрується на руйнуванні автомобілів і навколишніх об'єктів.
FlatOut 3: Chaos and Destruction було анонсовано наприкінці 2011 року за 2 тижні до свого виходу. Розробкою займалася голландська компанія Team6 Game Studios, яка раніше створила FlatOut для консолі Wii роком раніше. Chaos & Destruction був розгромлений пресою, яка розкритикувала застарілу графіку, погане управління та непродуманий ігровий процес, але похвалила саундтрек та види змагань. Гравцями гра вважається однією з найгірших ігрових проектів в історії людства.

## Ігровий процес
У грі 9 режимів, швидкість, нічна зміна, каскадер, бездоріжжя, виклик, монстр-трак і бойова арена. Гравці можуть обирати з 20 персонажів та до 47 транспортних засобів. У всі режими, окрім «Виклику», можна грати онлайн до 16 гравців. Підтримується аналогове управління через комп'ютерне кермо.

## Відгуки
| Агрегатор  | Оцінка |
| ---------- | ------ |
| Metacritic | 23/100 |

| Видання                    | Оцінка |
| -------------------------- | ------ |
| Edge                       | 1/10   |
| Eurogamer                  | 1/10   |
| GamesMaster                | 1/10   |
| GameSpot                   | 5/10   |
| GameSpy                    | [ 9 ]  |
| PC Gamer (Велика Британія) | 28%    |

На відміну від попередників, FlatOut 3 отримала вкрай негативні відгуки та вважається однією з найгірших ігор усіх часів.[джерело?]
FlatOut 3 — одна з двох ігор, яким Edge поставив оцінку один з десяти за всю свою історію (інша — Kabuki Warriors). Eurogamer також поставив їй один бал з десяти та розкритикував усі аспекти гри, особливо управління та штучний інтелект. Він також поскаржився на занепад серії FlatOut в цілому і підсумував свій огляд словами «Можна збожеволіти, намагаючись раціоналізувати Flatout 3. Вона не погана в тому сенсі, в якому погана така гра, як Boiling Point, де все зливається в якусь жахливу велич. Це липкий і технічно некомпетентний продукт без жодних спокутних особливостей, позбавлений веселощів і ображає ім'я, яке він носить. Flatout колись був яскравим, але тепер згас — і якщо існує пекло для водіння, то це, безперечно, воно». GamesMaster також поставив грі один бал з десяти і сказав: «Деякі ігри настільки погані, що вони хороші (принаймні, для сміху). FlatOut 3 — це просто погана гра». GameSpot поставив грі найвищу оцінку — п'ять з десяти, похваливши режим «Знесення» і широкий вибір ігрових режимів, але, як і в інших оглядах, розкритикував штучний інтелект, управління і погане виявлення зіткнень
Гра отримала «несприятливі» рецензії на сайті агрегатора рецензій Metacritic, де отримала найнижчу оцінку серед ігор 2011 року.